# ماه روز چهاردهم
ماه روز چهاردهم (به هندی: Chaudhvin Ka Chand) یا ماه کامل فیلمی محصول سال ۱۹۶۰ و به کارگردانی ام. صادیق است. در این فیلم بازیگرانی همچون گورو دات، وحیده رحمان، رحمان، جانی واکر، مینو ممتاز و ممتاز بیگم ایفای نقش کرده‌اند.